# Orculella cretiminuta
Orculella cretiminuta is een slakkensoort uit de familie van de Orculidae. De soort is endemisch op de eilanden Kreta, Gavdos, Paximadia, Gianysada en Pseira in Griekenland.
De wetenschappelijke naam Orculella cretiminuta is voor het eerst geldig gepubliceerd in 2004 door Gittenberger & Hausdorf.